# 宋之问
宋之问（约656年—712年），字延清，一名少连。汾州（今山西省汾阳市）人。唐朝诗人。著有《宋之问集》。

## 生平
宋之问弱冠即有文名，是劉希夷的舅舅。唐上元二年（675年）舅甥雙雙进士及第。但之问因為想抄襲劉希夷所寫《代悲白頭翁》詩中的「年年歲歲花相似，歲歲年年人不同 」詩句，向劉詢問，劉一開始答應，不久又反悔。宋之問大怒，就用土袋將劉希夷活埋。
之问历任洛州参军、尚方监丞、左奉宸内供奉。宋之问长得一表人才，写得一手好诗，卻因口臭不能當男寵。之問甚是慚恨，常含雞舌香（丁香）於口中。他曾為張易之兄弟手捧溺器，而“天下醜其行。”。在京時期，他與沈佺期並稱為“沈宋”，与陈子昂、卢藏用、司马承祯、王适、毕构、李白、孟浩然、王维、贺知章称为“仙宗十友”，和陳子昂及楊炯、駱賓王、杜審言等有交往。武则天时因附张易之，連坐，降官为泷州（今广东罗定县）参军，宋之问與宋之逊暗中逃回洛阳。躲在光祿卿、驸马都尉王同皎家借宿。神龙二年（706年）三月，张仲之与王同皎等人密謀暗殺武三思。之問为了立功，派使兄長宋之逊之子宋曇、外甥李悛同給事中冉祖雍向武三思告密。不久以功升为鸿胪主簿，官至吏部考功员外郎，修文馆学士，史称“宋考功”。
後又谄事太平公主，以知贡举时贪贿，景龍三年（709年）歲暮，贬越州长史。唐睿宗即位，被流放到钦州（今广东钦县），玄宗先天初年，被赐死於桂州驛站。

## 文学
诗与沈佺期齐名，並稱“沈宋”，为近体诗定型的代表诗人。所作多粉饰太平、颂扬功德之应制诗，靡丽精巧，尤善五言律詩，对初唐律体之定型颇有贡献，尤其貶謫之後，詩句逐漸簡單遼闊，但開盛唐氣象。錢木庵《唐音審體》說：“律詩始於初唐，至沈宋而其格始備。”

### 代表作
渡漢江
|  | 嶺外音書絕，經冬復歷春。 近鄉情更怯，不敢問來人。 |

題大庾嶺北驛
|  | 陽月南飛雁，傳聞至此回。 我行殊未已，何日復歸來。 江靜潮初落，林昏瘴不開。 明朝望鄉處，應見隴頭梅。 |

## 著作
- 武平一所纂《宋之问集》10卷，已佚。
- 《四部丛刊续编》所收明人辑《宋之问集》 2卷。